# Світ фінансів
«Світ фінансів» — всеукраїнський науковий журнал, заснований 2004 року кафедрою фінансів Тернопільської академії народного господарства. В лютому 2007 року засновник і видавець Тернопільський національний економічний університет провів державну перереєстрацію наукового журналу «Світ фінансів». Свідоцтво про державну реєстрацію друкованого засобу масової інформації КВ № 12264-1148 ПР від 1 лютого 2007 року. Журнал входить до переліку фахових видань у галузі економічних наук.
Повний архів журналу з часу його заснування зберігається в Національній бібліотеці України імені В. І. Вернадського та в інституційному репозитарії бібліотеки ім. Л.Каніщенка Західноукраїнського національного університету.

## Тематика
- теорія фінансів, грошей і кредиту
- державні фінанси
- оподаткування і фіскальна політика
- державне адміністрування і фінансовий менеджмент
- банківська справа і монетарна політика
- ринок фінансових послуг і міжнародних фінансів

Код ідентифікації журналу, згідно реєстру періодичних засобів масової інформації Міжнародного центру ISSN: ISSN 1818-5754 (Print)

## Наукометрія
Електронний архів журналу зберігається в Національній бібліотеці України імені В. І. Вернадського та в інституційному репозитарії бібліотеки ім. Л.Каніщенка Західноукраїнського національного університету.
Журнал включено до національного рейтингу наукових періодичних видань, що розробляється Центром соціальних комунікацій в рамках проекту «Бібліометрика української науки». Пошукова система Google Scholar, яка індексує повні тексти наукових публікацій всіх форматів і дисциплін станом на 1 лютого 2019 року, оцінила внесок журналу «Світ фінансів» двома ключовими показниками:
- індексом Гірша (Хірша) — 16
- індексом i10 — 54.

## Засновник журналу
- Тернопільський національний економічний університет

## Адреса редакції
46009, м.Тернопіль, вул. Львівська 11

## Редакційна колегія
- Головний редактор
  - Крисоватий Андрій Ігорович, доктор економічних наук, професор
- Заступники головного редактора:
  - Кириленко Ольга Павлівна, доктор економічних наук, професор
  - Десятнюк Оксана Миронівна, доктор економічних наук, професор
  - Кравчук Наталя Ярославівна, доктор економічних наук, доцент
- Редакційна колегія:
  - Адамов Величко, доктор економічних наук, доцент
  - Адамик Б. П., кандидат економічних наук, доцент
  - Алексеєнко Л. М., доктор економічних наук, професор
  - Андрущенко В. Л., доктор економічних наук, професор
  - Вноровскі Генрік, доктор габ., професор
  - Возьний К. З., кандидат економічних наук, доцент
  - Гончаренко В. В., доктор економічних наук, професор
  - Гуцал І. С., доктор економічних наук, професор
  - Дем'янишин В. Г., доктор економічних наук, професор
  - Дімітріос Ж. Маврідіс, доктор суспільних та економічних наук, професор
  - Дзюблюк О. В., доктор економічних наук, професор
  - Іващук О. Т., кандидат економічних наук, доцент
  - Квасовський О. Р., кандидат економічних наук, доцент
  - Кізима Т. О., доктор економічних наук, професор
  - Кнейслер О. В., доктор економічних наук, професор
  - Козюк В. В., доктор економічних наук, професор
  - Луців Б. Л., доктор економічних наук, професор
  - Лютий І. О., доктор економічних наук, професор
  - Луцишин О. О., кандидат економічних наук, доцент
  - Лиса Н. С., кандидат філологічних наук, доцент
  - Федосов В. М., доктор економічних наук, професор